# Roger Joseph
Roger Anthony Joseph (Paddington, 24 dicembre 1965) è un ex calciatore inglese, di ruolo difensore.

## Biografia
Suo fratello maggiore Francis è stato a sua volta un calciatore professionista.

## Caratteristiche tecniche
Era un terzino destro.

## Carriera
Dopo aver giocato nelle giovanili del Brentford trascorre la stagione 1983-1984 con i semiprofessionisti del Southall; successivamente torna alle Bees per l'inizio della stagione 1984-1985, nella quale all'età di 19 anni esordisce tra i professionisti, nella terza divisione inglese, categoria nella quale gioca fino al termine della stagione 1987-1988, per un totale di 105 presenze e 2 reti. Nell'estate del 1988 viene ceduto per 150000 sterline al Wimbledon FC, club di prima divisione; qui, nella stagione 1988-1989 gioca 31 partite, senza mai segnare. Nella stagione 1989-1990 gioca invece 19 partite, per poi trascorrere un triennio giocando da titolare: nelle stagioni 1990-1991, 1991-1992 e 1992-1993 gioca infatti rispettivamente 38, 26 e 32 partite in prima divisione. Nella stagione 1993-1994 perde invece il posto in squadra, giocando comunque 13 partite, mentre nella stagione 1994-1995 scende in campo in sole 3 occasioni, concludendo peraltro l'annata con un periodo in prestito in seconda divisione al Millwall, con cui gioca 5 partite. Nella stagione 1995-1996 è invece nuovamente in rosa al Wimbledon FC, con cui non gioca però ulteriori partite ufficiali, terminando così la sua esperienza ai Dons con 199 presenze (162 in prima divisione, peraltro le sue uniche in carriera in tale categoria, e 37 nelle coppe nazionali) nell'arco di otto stagioni.
Nei primi mesi della stagione 1996-1997 Joseph è tesserato dal Chelsea, club di prima divisione, che di fatto lo impiega unicamente in partite della formazione riserve; il 22 novembre 1996 si trasferisce poi al Leyton Orient, club di quarta divisione, dove rimane fino al 28 febbraio 1997, giocando in totale 14 partite di campionato: in questa stessa data firma infatti un contratto fino al termine della stagione con il West Bromwich, club di seconda divisione, categoria nella quale nella parte finale della stagione gioca 2 partite. Nell'estate del 1997 fa poi ritorno al Leyton Orient, con cui nell'arco delle stagioni 1997-1998 e 1998-1999 (quest'ultima terminata con una finale play-off persa) gioca in totale 53 partite in quarta divisione, senza mai segnare.
Quelle al Leyton Orient sono anche le sue ultime presenze in carriera nei campionati della Football League: pur giocando infatti per ulteriori 6 stagioni, lo fa esclusivamente a livello semiprofessionistico, vestendo tra l'altro anche la maglia dell'AFC Wimbledon (club fondato dai tifosi del vecchio Wimbledon FC, non più esistente dal 2002 in quanto il suo titolo sportivo era stato ceduto ai neonati MK Dons).